# Kingdom Hearts Birth by Sleep
Kingdom Hearts Birth by Sleep (яп. キングダム ハーツ バース バイ スリープ кингудаму ха:цу ба:су бай сури:пу, «Королевство Сердец: Рождение сном») — компьютерная игра в жанре экшн-РПГ, разработанная совместно Square Enix и Disney Interactive и изданная Square Enix на портативную игровую систему PlayStation Portable. Kingdom Hearts Birth by Sleep вышла 9 января 2010 года в Японии, 7 сентября 2010 года в Америке и 10 сентября того же года в Европе и Австралии. Игра не вышла для PSP go, хотя главный идеолог серии Kingdom Hearts, Тэцуя Номура, выражал интерес в переиздании игры для платной загрузки из виртуальной сети PlayStation Network. Так как в западном выпуске игры были сделаны определённые изменения, в Японии вышла международная версия игры Kingdom Hearts Birth by Sleep Final Mix.
Как и другие игры серии Kingdom Hearts, Kingdom Hearts Birth by Sleep — кроссовер между персонажами миров Уолта Диснея и персонажами серии игр Final Fantasy; кроме того, для серии игр и конкретно для Birth by Sleep были созданы новые персонажи, о которых и повествует сюжет. Дизайн персонажей и миров, созданных специально для игры, выполнен в стиле фэнтези с элементами научной фантастики. Сюжет Birth by Sleep происходит за 10 лет до начала действия первой Kingdom Hearts и повествует о троих друзьях: Вентусе (яп. ヴェントゥス Вэнтусу, англ. Ventus), Акве (яп. アクア Акуа, англ. Aqua) и Терре (яп. テラ Тэра, англ. Terra); все трое появлялись в эпизодических ролях в Kingdom Hearts II. Каждый из троих главных героев имеет собственную сюжетную линию, которую надо проходить отдельно от других. Вентус, Аква и Терра по заданию своего учителя Мастера Эракуса (яп. マスター・エラクゥス Масута: Эракусу, англ. Master Eraqus) ищут пропавшего Мастера Ксеханорта (яп. マスター・ゼアノート Масута: Дзэано:то, англ. Master Xehanort), попутно сражаясь с чудовищами — «Неведающими» (яп. アンヴァース анва:су, англ. Unversed).

## Игровой процесс
Как и другие игры серии Kingdom Hearts, Birth by Sleep является экшн-РПГ. Игрок использует аналоговый стик и кнопки, чтобы бегать и прыгать; кроме того, для использования различных способностей существует так называемая «Система Команд». «Команды» можно найти в различных уголках игрового мира, купить или синтезировать из других команд, и помещать в ячейки меню (изначально свободных ячеек всего четыре, но со временем их число можно увеличить до десяти). В меню команд можно также помещать предметы, а затем использовать их оттуда, пролистывая меню кнопками «Вверх» и «Вниз» и выбирая команду кнопкой . Атакуя противника обычными ударами, нажимая кнопку  ( в японской версии), а также с помощью Команд, игрок заполняет специальную шкалу: если шкала заполнена, то игрок вместо стандартной атаки может использовать «Завершающую команду» (англ. Finisher), которая намного сильнее, чем стандартный удар. В зависимости от того, какими Командами игрок заполнял шкалу, вместо Завершающей команды может активироваться «Командный стиль» (англ. Command Style). В этом случае вместо стандартных атак игрок некоторое время атакует по-другому, например, заполнив шкалу огненными заклинаниями, игрок активирует Командный стиль, где стандартная атака героя усилена огнём, и т. д. При использовании Командного стиля шкала начинает пустеть, и при её опустошении действие заканчивается, однако её всё ещё можно заполнять ударами, чтобы Командный стиль продолжал действовать. В некоторых случаях, когда игрок уже задействует Командный стиль, можно активировать Командный стиль второго уровня, который является ещё сильнее. Когда при использовании Командного стиля шкала заполняется второй раз (или третий, если это Командный стиль второго уровня), игроку становится доступна его уникальная Завершающая команда, при использовании которой действия стиля прекращается.
В игровом процессе данной игры для использования заклинаний не требуются очки магии, однако, при использовании любой Команды (за исключением Команд предметов), требуется определённое время, прежде чем игрок снова может её использовать. Есть индикатор Фокуса (англ. Focus), который можно тратить на использование так называемых Shotlock. Когда игрок использует Shotlock, камера переключается на вид от первого лица и на экране появляется прицел. Если в прицел попадают противники, игровой персонаж использует самонаводящиеся заклинания. Индикатор Фокуса заполняется всякий раз, когда игрок атакует противника. Другой аспект, впервые представленный в серии игр — D-link. Когда игровой персонаж использует D-link, он устанавливает ментальную связь с кем-нибудь из встреченных им персонажей, временно приобретая соответствующий набор Команд. В Birth by Sleep присутствует мини-игра под названием «Командная доска» (англ. Command Board), которая по своим правилам напоминает настольную игру «Монополия». При прохождении каждого мира игроку открывается новая доска для данной игры. На каждой доске против игрока соревнуются персонажи из соответствующих сюжету миров. Призом в этой мини-игре являются редкие Команды, плюс Команды, которые были задействованы в данной мини-игре, развиваются.

### Сценарии
Всего в игре существует три сценария, которые нужно пройти: за Вентуса, за Акву и за Терру. Все три сюжетные линии в целом независимы друг от друга, но иногда пересекаются. Игровой процесс за каждого из трёх персонажей немного отличается: у Терры сильные физические атаки, Вентус выделяется из троицы своей скоростью, а Аква специализируется на магии. Каждому из трёх персонажей также доступны различные способности, к примеру, Вентусу доступна магия воздуха и света, а Терре — магия тьмы и земли. Тэцуя Номура, создатель серии Kingdom Hearts, рекомендовал игрокам пройти сначала сценарий за Терру, затем за Вентуса, и, наконец, за Акву; по его словам, при прохождении трёх сюжетных линий в данном порядке сюжет выглядит наиболее цельным, и именно так он проще для понимания.

### Многопользовательская игра
В Kingdom Hearts Birth by Sleep присутствует многопользовательская игра, имеющая поддержку максимум на шесть игроков. Всего существует четыре режима многопользовательской игры. Начать её можно в мире Арена Иллюзий (яп. ミラージュアリーナ Мира:дзю Ари:на, англ. Mirage Arena), где игрок управляет одним из трёх персонажей в броне. В режиме «Версус» игроки сражаются друг с другом, в режиме выживания сражаются бок о бок с полчищами Неведающих, кроме того, можно играть с другими игроками в мини-игры: в «Командную доску» или в гонки. Устанавливая рекорды, можно получить редкие внутриигровые предметы и Команды. Многопользовательская игра возможна только через беспроводную связь Ad-Hoc.

## Сюжет

### Игровой мир
Действие Birth by Sleep происходит за десять лет до событий первой Kingdom Hearts. Как и в других играх серии, игрок путешествует через миры, основанные на диснеевских мультфильмах: Лес Гномов (яп. ドワーフウッドランド Дова:фу вуддорандо, англ. Dwarf Woodlands) из мультфильма «Белоснежка и семь гномов», Зачарованное королевство (яп. エンチャンテッドドミニオン Энтянтэддо Доминион, англ. Enchanted Dominion) из «Спящей красавицы», Замок Грёз (яп. キャッスル・オブ・ドリーム Кяссуру обу Дориму, англ. Castle of Dreams) из «Золушки», Олимпийский Колизей (яп. オリンポスコロシアム оримпосу коросиаму, Olympus Coliseum) из «Геркулеса», Глубокий Космос (яп. ディープスペース Ди:пу Супэ:су, Deep Space) из «Лило и Стича», Нетландия (яп. ネバーランド Нэба:рандо, Neverland) из «Питера Пэна» и Загадочная Башня (яп. 不思議な塔 фусигина то:, Mystery Tower) из «Фантазии». В игре также присутствует Город Дисней (яп. ディズニータウン Дидзуни: Таун, англ. Disney Town), который расположен рядом с Замком Дисней, появлявшимся в предыдущих играх серии. Некоторые миры созданы специально для игры, к примеру, Земля Отбытия (яп. 旅立ちの地 Табидати но ти, англ. Land of Departure) и Кладбище Ключ-Клинков (яп. キーブレード墓場 Ки:бурэдо Хакаба, англ. Keyblade Graveyard), также вновь появляется Лучезарный Сад (яп. レイディアントガーデン Рэйдианто Га:дэн, англ. Radiant Garden) из предыдущих игр серии. Только в роликах появляются Острова Судьбы (яп. デスティニーアイランド дэсутини: айрандо, англ. Destiny Islands). Кроме того, присутствует 100-акровый Лес из «Винни-Пуха» (яп. 100エーカーの森 Хяку э:ка но Мори, англ. 100 Acre Wood), но только в качестве поля для «Командной доски».

### Персонажи
Главные герои — Вентус, Аква и Терра, ученики мастера Эракуса. Все трое мечтают стать Мастерами Ключ-Клинков (яп. キーブレード マスター ки:бурэ:до масута:). В данной игре в эпизодических ролях появляются главные герои предыдущих игр — Сора (яп. ソラ, англ. Sora), Рику (яп. リク, англ. Riku) и Каири (яп. カイリ, англ. Kairi), а также будущие члены Организации XIII (яп. XIII機関 Дзю:Сан Кикан, англ. Organization XIII), ещё не ставшие Несуществующими (яп. ノーバディ но:бади, англ. Nobody). Подобно Бессердечным (яп. ハートレス ха:торэсу, англ. Heartless) из первой Kingdom Hearts и Несуществующим из Kingdom Hearts II, в данной игре героям противостоят монстры под названием «Неведающие». Они так называются, потому что «они не ведают и не осознают собственное существование», и являются противоположностью жизни, материальным воплощением негативных эмоций. Главными злодеями Birth by Sleep являются Мастер Ксеханорт, Мастер Ключ-Клинка, в молодости учившийся вместе с Эракусом и мечтающий завладеть Королевством Сердец, чтобы уравнять Свет и Тьму, и его подручный Ванитас (яп. ヴァニタス Ва:нитасу, англ. Vanitas) — загадочный мальчик в маске с Ключ-Клинком, использующий силы Тьмы.
В различных мирах игроку предстоит встретиться с диснеевскими персонажами. Наиболее важный для сюжета диснеевский персонаж — Король Микки, который на время событий данной игры является учеником волшебника Йена Сида. Гуфи и Дональд Дак также появляются, но не играют столь большую роль в сюжете. В диснеевских мирах игровым персонажам часто помогают местные герои: к примеру, в Глубоком Космосе напарником становится Эксперимент 626, в Зачарованном Королевстве — принц Филипп, а в Олимпийском Колизее — Геркулес, однако они не следуют за игроком постоянно и сражаются бок о бок с ним очень недолго. Из серии Final Fantasy в данной игре только Зак Фэйр из Final Fantasy VII, ставший главным героем в Crisis Core: Final Fantasy VII, и муглы, продающие в различных мирах Команды и предметы.

### История
Сюжет Kingdom Hearts Birth by Sleep начинается с того, что Аква и Терра проходят экзамен на звание Мастера Ключ-Клинка, однако только у Аквы удаётся сдать экзамен, так как Мастер Эракус почувствовал подверженность Терры Тьме. Через некоторое время без вести пропадает Мастер Ксеханорт, присутствовавший на экзамене. Эракус узнаёт от Йена Сида, что по всем мирам появляются Неведающие, из-за чего семь Принцесс Сердца — семь девушек, в сердцах которых нет ни капли тьмы — в опасности, а затем посылает Терру и Акву уничтожить Неведающих и найти Мастера Ксеханорта. Объявляется Ванитас, и рассказывает Вентусу, что Терре грозит опасность, тем самым провоцируя его последовать за Террой, невзирая на запрет Мастера Эракуса покидать Землю Отбытия. Эракус просит Акву следить за Террой и вернуть Вентуса.
В поисках Ксеханорта Терра заручается поддержкой диснеевских злодеев из миров, которых он посещал: он помогает им творить злодеяния в обмен на информацию о Ксеханорте. Прибыв в Лучезарный Сад, Терре удаётся его встретить. Мастер Ксеханорт рассказывает ему, что он извлёк из сердца Вентуса всю Тьму, якобы для его же блага, и что эта Тьма преобразовалась в Ванитаса. Ксеханорт просит Терру уничтожить Ванитаса, упомянув, что именно он является причиной появления Неведающих. Он же заставляет Терру усомниться в Вентусе и Акве, говоря ему, что они только мешают ему полностью раскрыть свой потенциал. Когда Вентус, Аква и Терра встречаются в Лучезарном Саду, Вентус и Аква пытаются остановить действия Терры, однако тот не слушает их и отправляется на поиски Ванитаса.
Некоторое время спустя Вентус сталкивается с Ксеханортом, который хочет заставить его сразиться с Ванитасом. Если сердце из абсолютного света и сердце из абсолютной тьмы вступают в схватку, то появляется χ-клинок — Ключ-Клинок, дающий невообразимую силу. Собственно, для этого Ксеханорт и вытащил всю тьму из сердца Вентуса, однако в процессе сердце Вентуса было сильно повреждено, и он погрузился в полусознательное состояние. Ксеханорт хотел оставить умирающего Вентуса на Островах Судьбы, однако сердце Вентуса установило связь с сердцем новорождённого ребёнка, родившегося в этом мире, и оно исцелило Вентуса. Удивлённый таким поворотом событий, Ксеханорт отдал Вентуса на обучение к Эракусу, чтобы защитить его от агрессии своего ученика Ванитаса и чтобы тот стал сильнее, и тем самым получить возможность создать χ-клинок. Ксеханорт отсылает Вентуса в Землю Отбытия, где тот встречает Мастера Эракуса. Эракус узнаёт план Ксеханорта и пытается убить Вентуса, несмотря на сильную привязанность к своему ученику, чтобы предотвратить создание χ-клинка, но тут Вентуса защищает Терра. Когда Терра, воспользовавшись Тьмой, побеждает Эракуса, тот осознаёт свою неправоту, и говорит Терре, что сам виноват в том, что не смог предотвратить случившееся. Внезапно появляется Ксеханорт и убивает Эракуса, а затем покрывает Землю Отбытия Тьмой и рассказывает Терре про Кладбище Ключ-Клинков. Терра, желая отомстить за Эракуса, отправляется туда. Ванитас, в свою очередь, шантажом заманивает Вентуса на Кладбище Ключ-Клинков, а Аква отправляется туда после того, как Йен Сид рассказывает ей о смерти Эракуса.
Терра, Вентус и Аква встречаются на Кладбище Ключ-Клинков. Появляется Мастер Ксеханорт с Ванитасом, и объясняет, что χ-клинок ему нужен для доступа к Королевству Сердец. Королевство Сердец позволит ему начать новую Войну Ключ-Клинков — событие, которое в далёком прошлом едва не уничтожило вселенную — и с её помощью восстановить баланс Света и Тьмы: по мнению Ксеханорта, несправедливо, что Света во вселенной больше, чем Тьмы. Вентус, Аква и Терра начинают бой против Ванитаса и Ксеханорта. Когда Терра, загоревшись жаждой мести за своего учителя, становится подверженным Тьме, Ксеханорт вселяется в него: он замышлял это с самого начала. Ксеханорт понимал, что стареет, и что может не дожить до момента, когда Свет и Тьма будут равны, и поэтому ему нужно более молодое тело. Ванитас проникает в подсознание к Вентусу и создаёт χ-клинок. Аква вместе с прибывшим на подмогу Королём Микки сражается с Ванитасом, овладевшим Вентусом, а Вентус сражается с Ванитасом внутри своего подсознания. В конце концов, Вентус побеждает Ванитаса и тем самым жертвует собой: уничтожив χ-клинок, он теряет сердце и впадает в кому.
Аква берёт с собой спящего Вентуса в Землю Отбытия, и, воспользовавшись секретной Замочной Скважиной и своим Ключ-Клинком, превращает Землю Отбытия в Замок Забвения, впоследствии фигурирующий в Kingdom Hearts: Chain of Memories. В Замке Забвения Аква прячет Вентуса, а затем отправляется на поиски Терры. Она находит Терру, одержимого Ксеханортом, в Лучезарном Саду, и пытается изгнать из него сердце злодея, но терпит провал. Когда во время битвы Терра пытается сопротивляться Ксеханорту, тот пронзает себя Ключ-Клинком, чтобы открыть своё сердце, и тем самым открывает портал в Реальность Тьмы, куда он падает, потеряв сознание. Аква спасает Терру-Ксеханорта и вытаскивает его из портала, однако в процессе сама оказывается заточённой в Реальности Тьмы. Ксеханорт теряет все свои воспоминания, и его, лежащего на улице, находит правитель Лучезарного Сада Ансем Мудрый, который впоследствии берёт Ксеханорта к себе в ученики. Сердце Вентуса возвращается к тому самому сердцу, что когда-то исцелило его — это был Сора, и остаётся внутри него.
В секретной концовке, действие которой происходит через одиннадцать лет после основных событий Birth by Sleep, и через некоторое время после Kingdom Hearts II, после многолетних скитаний в одиночестве по Реальности Тьмы Аква встречает Ансема Мудрого, который рассказывает ей про Сору. Аква понимает, что именно Сора — тот, кто спасёт её и её друзей, Терру и Вентуса. Тем временем Сора, узнавший о судьбе Вентуса, Аквы и Терры из письма Короля Микки, показанного в конце Kingdom Hearts II, решает отправиться на их поиски и спасти их.

## История разработки
Разработка Kingdom Hearts Birth by Sleep, ещё до выхода Kingdom Hearts II Final Mix+ началась в июне 2005 года и изначально игра планировалась для PlayStation 2, а изначально главным героем должен был стать Сора. Birth by Sleep разрабатывалась пятым отделом Square Enix, офис которого расположен в Осаке, и той же самой командой, что когда-то занималась Kingdom Hearts Re:Chain of Memories. Игровой движок ранее использовался в других играх Square Enix для PlayStation Portable, Crisis Core: Final Fantasy VII и Dissidia Final Fantasy. Во время разработки Kingdom Hearts II разработчики из осакской команды попросили Номуру поручить им какое-нибудь ответвление серии, если он таковое планирует. Когда начался непосредственно сам процесс разработки, сюжет был уже готов, однако разработка была приостановлена на шесть месяцев из-за разработки Re:Chain of Memories. Было принято решение перенести проект с PlayStation 2 на PlayStation Portable, так как на PSP присутствуют функции, позволяющие добавить полноценную многопользовательскую игру. Название проекта было взято из секретного ролика Kingdom Hearts II Final Mix+ под названием «Birth by Sleep». Номура выбрал именно это название, потому что ему очень хотелось использовать в подзаголовке английский предлог «by». Номура неоднократно называл Kingdom Hearts Birth by Sleep «нулевой частью» сериала, и утверждал, что игра по своему масштабу и важности для основного сюжета серии ничуть не уступает Kingdom Hearts и Kingdom Hearts II.
На ранних этапах разработки Номура уже имел в голове многие сцены, к примеру, сцена встречи Терры и Рику, объясняющая, почему в Kingdom Hearts II у Рику появляется Ключ-Клинок. Изначальная версия сценария была значительно мрачнее и более жестокой, поэтому Номура поменял многие сцены, к примеру, убийство Эракуса Ксеханортом, кроме того, требовалось придумать, как сюжетная линия Аквы должна была закончиться хронологически после окончания сюжетных линий Терры и Вентуса, и поподробнее объяснить связь Вентуса и Соры. Из трёх новых главных героев двое, Вентус и Терра, косвенно появлялись в предыдущих играх в виде других персонажей (Вентус в виде Роксаса и Терра в виде Ксемнаса), однако Аква создавалась полностью с нуля. Диснеевские миры для данной игры выбирались, чтобы лучше раскрыть Принцесс Сердца, а также чтобы раскрыть Малефисенту и Пита, которые по сюжету впоследствии станут одними из сильнейших противников Соры. Отбирая персонажей Final Fantasy, разработчики поместили только Зака, поскольку он является главным героем Crisis Core: Final Fantasy VII, также выходившей на PSP и также, как и Birth by Sleep, являющейся приквелом. Изначально также планировалось добавить Лагуну Луар из Final Fantasy VIII и сделать его хозяином Арены Иллюзий, однако впоследствии было решено добавить его в другую игру, Dissidia 012 Final Fantasy. В файлах игры были найдены данные локаций из диснеевского мультфильма «Книга джунглей»: по-видимому, планировалось добавить этот мир в Birth by Sleep, но в итоге идея не была реализована. Внешность Мастера Эракуса была срисована с внешности Хиронобу Сакагути, основателя компании Square и создателя серии Final Fantasy. Eraqus является анаграммой слова Square, подобно тому, как Йен Сид — «Дисней».
Birth by Sleep была анонсирована 20 сентября 2007 года вместе с Kingdom Hearts 358/2 Days и Kingdom Hearts coded на игровой выставке Tokyo Game Show, а её первый трейлер был показан в кинотеатре, где было запрещено фотографировать. Другие трейлеры были показаны на 2008 Jump Festa в декабре 2007 года и в августе 2008 года на DKΣ3713, где также можно было опробовать демоверсию. В июне 2009 года Famitsu опубликовал интервью с Номурой, где он рассказал, что разработка игры шла на стадии озвучивания диалогов. Разработчик отметил, что в Birth by Sleep будет секретная концовка, подобно тому, как это было в Kingdom Hearts и Kingdom Hearts II, намекающая на следующую игру серии, которая, по словам Номуры, свяжет Birth by Sleep, 358/2 Days и сoded в единую сюжетную линию. В октябре 2009 года Номура рассказал, что источником вдохновения для «Командной доски» служили настольные игры, которые он очень любил в детстве, и даже пытался делать свои собственные.

## Музыка и озвучивание
Как и в coded и 358/2 Days, композитором музыки для данной игры является Ёко Симомура, часть музыки сочинили Такэхару Исимото и Цуёси Сэкито. В качестве заглавной песни для игры была использована «Hikari», спетая японской поп-певицей Хикару Утадой и использованная ранее в Kingdom Hearts и Kingdom Hearts: Chain of Memories. В западном выпуске была использована её английская версия, «Simple and Clean», также спетая Утадой. Музыка к игре вышла в сборнике саундтреков, куда входит музыка из Birth by Sleep, 358/2 Days и coded. Озвучиванием диалогов занимались многие известные актёры, в частности, в озвучивании англоязычной версии участвовали Джесси Маккартни, Джеймс Вудс, а также впервые внёсшие свой вклад в серию Уилла Холланд, Леонард Нимой и Марк Хэмилл.

## Версии и сопутствующие товары
Kingdom Hearts Birth by Sleep вышла в составе бандла в комплекте с PSP-3000, оформленной в стиле Kingdom Hearts. 16 марта 2010 года Square Enix объявила о своём намерении издать Birth By Sleep на Западе. В западной версии содержатся изменения и добавления по сравнению с оригинальной японской версией, в частности, новый уровень сложности и новые боссы. Как и для других игр серии, в марте 2010 года для Birth by Sleep вышла книга из серии Ultimania, где содержались материалы по сюжету, игровому процессу и разработке игры. По мотивам игры существует ранобэ за авторством Томоко Канэмаки, а иллюстрации рисовал Сиро Амано, рисовавший мангу по Kingdom Hearts. Первый том «Something Strange» был опубликован 24 декабря 2010 года, второй — «Best Friends» — 24 февраля 2011 года, а третий и последний, «To the Future» — 26 мая 2011 года.

### Final Mix
В начале 2010 года появились слухи о выходе международной версии игры, как это было для Kingdom Hearts и Kingdom Hearts II. Номура ответил, что он в этом заинтересован, так как ему понравилась работа актёров озвучивания в английской версии. Несмотря на это, руководитель высказал сомнения, что Final Mix будет хорошо продаваться: он считал, что причиной популярности Kingdom Hearts II Final Mix+ стало то, что она продавалась в комплекте с Kingdom Hearts Re:Chain of Memories.
В сентябре 2010 года была анонсирована Kingdom Hearts Birth by Sleep Final Mix, дата выхода была намечена на 20 января 2011 года эксклюзивно для Японии. Как и все Final Mix-версии игр, в ней английское озвучивание и японский текст, все нововведения, сделанные в западной версии, а также новый контент. Final Mix содержит в себе специальный код, который позволяет открыть костюм для Клауда Страйфа, который он носит в первой Kingdom Hearts, в игре Dissidia 012 Final Fantasy. В первую неделю после выхода Final Mix заняла верхние строчки в списках продаж игр в Японии с 77 317 проданными экземплярами, а к февралю количество проданных копий достигло 106 276.

## Отзывы и популярность
| Сводный рейтинг       | Сводный рейтинг |
| Агрегатор             | Оценка          |
| --------------------- | --------------- |
| GameRankings          | 82,13 %         |
| Metacritic            | 82/100          |
| Иноязычные издания    |                 |
| Издание               | Оценка          |
| 1UP.com               | B+              |
| Eurogamer             | 7/10            |
| Famitsu               | 37/40           |
| Game Informer         | 8,5/10          |
| GameSpot              | 7,5/10          |
| GamesRadar+           | 8/10            |
| GameTrailers          | 8,8/10          |
| GameZone              | 8,5/10          |
| IGN                   | 8,5/10          |
| X-Play                | 4/5             |
| RPGamer               | 4,0/5           |
| Русскоязычные издания |                 |
| Издание               | Оценка          |
| «Игромания»           | 7/10            |
| «Страна игр»          | 9/10            |
| «АнимеГид»            | 5/5             |

Продажи у Kingdom Hearts Birth by Sleep были крайне высокими: за первые два дня после выхода было продано более 500 000 дисков в Японии. На момент 14 февраля 2010 года была достигнута отметка в 800 551 копий. Продажи в Америке и Европе также шли хорошо: игра неоднократно занимала верхние строчки в списках продаж. В октябре 2010 года NPD Group объявила, что Birth by Sleep на шестом месте в списке самых продаваемых игр в Америке. В ноябре 2010 года по всему миру было продано 1,27 млн экземпляров по всему миру, из них 0,31 млн и 0,19 млн в Америке и Европе.
Ещё до выхода игры журналист IGN выражал своё восхищение, поиграв в демонстрационную версию в 2010 году. 1UP.com высказал подобное мнение, отметив хорошую визуальную часть игры, и счёл, что в неё «лучше играется», чем в предыдущие игры Kingdom Hearts. Сайт предположил, что данная игра должна сильно развить серию. 1UP также поместил её в список десяти лучших игр для PSP 2010 года, а Gamasutra — в список самых ожидаемых игр в 2010 году и список самых ожидаемых игр для PSP за 2009 год. IGN номинировал её на награду «Лучшее на E3» за 2010 год в категории «Лучшая игра для PSP». GameTrailers также высоко оценил Birth by Sleep и, как и IGN, номинировал её на награду лучшей игры для PSP на E3 2010.
После выхода Kingdom Hearts Birth by Sleep получила главным образом положительные отзывы у игровых журналистов: её средний балл составляет 82 % на сайтах Metacritic и GameRankings (что указывает на положительные отзывы), и она является третьей по средней оценке игрой в серии после Kingdom Hearts и Kingdom Hearts II. Японский игровой журнал Famitsu оценил игру в 37 баллов из 40 возможных. Журнал отметил хорошую графику и музыку, назвав их «превосходными», а также хорошо отозвался о широких возможностях кастомизации способностей игровых персонажей, при которой все три героя, однако, не теряют своей индивидуальности. Похвал были удостоены битвы с боссами, которые журнал счёл «бодрыми и захватывающими». Англоязычные сайты также тепло её встретили: GameZone писал, что это «удивительная игра, в которую должен поиграть каждый фанат KH», и решив, что это лучшая портативная игра серии, RPGamer одобрительно отозвался о большом количестве нововведений в игровом процессе, а PlayStation: The Official Magazine назвал боевую систему одной из самых проработанных на PSP. IGN также охарактеризовал боевую систему, как «уникальную», утверждая, что из всего сериала она самая лучшая.. 1UP похвалил уникальность игрового процесса за каждого из трёх главных героев, а PSM сравнил выбор персонажа с выбором класса в ролевых играх. Жалобы были направлены в основном на долгие загрузки, кроме того, многим критикам мир показался «пустым» из-за малого количества неигровых персонажей, с которыми можно полноценно взаимодействовать: по этой причине журнал «Игромания» сравнил игру с фильмом «Ванильное небо». Многие критиковали управление камерой. Графика была высоко оценена: обозреватели сравнивали её с графикой на PlayStation 2, по мнению журналиста «Игромании», на отрисовку столь высококачественной графики и ушли все ресурсы PSP.
Сюжет был главным образом удостоен похвал, не в последнюю очередь благодаря его доступности. Обозреватели в основном хорошо отозвались о возможности рассмотреть сюжет от трёх различных точек зрения, хотя «Игромания» сочла три различных сценария не столь хорошей идеей. Некоторым критикам не понравлились главные герои, потому что у Вентуса, Аквы и Терры много общих черт с Сорой, Каири и Рику, а «Игромания» сочла их «предельно стереотипными JRPG-героями». С другой стороны, «Страна игр» утверждает, что претензий к сюжету почти нет, так как «увязать все имеющиеся в мире Kingdom Hearts сюжетные линии во что-то удобоваримое — само по себе немалое достижение». Впрочем, к качеству его подачи и диалогов журнал отнёсся прохладнее: «Иногда появляется ощущение, что чуть ли не в каждой второй фразе персонажи используют фиксированный набор слов: почти всякий раз предметом обсуждения будут „свет“, „тьма“, „сердце“ и „киблейд“». Оба отечественных обозревателя сочли графику лучшей на PSP и одобрительно отозвались о динамичной боевой системе. Неоднозначно было оценено малое количество отсылок к Final Fantasy, хотя PSM решил, что это помогло больше обратить внимание на диснеевские миры, а GameZone счёл появление Зака очень уместным. Озвучивание Birth by Sleep также было хорошо оценено: GameTrailers счёл, что «это один из немногих хороших англоязычных дубляжей за последнее время», и похвалил работу Леонарда Нимоя над ролью Мастера Ксеханорта, а GameSpot отмечал, что, хотя голоса Вентуса и Аквы нареканий не вызывают, озвучивание Терры оставляет желать лучшего. «Страна игр» также хорошо отозвалась об озвучивании, отметив, что «неозвученных диалогов во всей игре раз два и обчёлся».
В сентябре 2010 года IGN присудил Kingdom Hearts Birth by Sleep награду «Игра месяца» в номинации для PSP. В списке лучших игр для PSP GamesRadar поместил её на шестое место, а IGN — на восемнадцатое. В опросе ASCII Media Works она заняла десятое место среди лучших игр 2010 года. На выставке Japan Expo 2011 года, проходящей во Франции, Birth by Sleep выиграла награду «Лучшая портативная консольная игра». В ноябре 2011 года Sony Computer Entertainment объявила, что Birth by Sleep получила «Золотую награду» за то, что было продано более 500 000 её экземпляров в Японии.